# 黄学玖
黄学玖（1949年2月—），男，汉族，四川蓬溪人，中华人民共和国政治人物。1973年加入中国共产党，1968年参加工作。曾任中共绵阳市委书记。

## 生平
黄学玖毕业于北京航空学院雷达与导航专业，并拥有高级经济师资格，毕业后进入国营长虹机器厂任职，后转战政界，并于1991年11月出任四川省绵阳市人民政府副市长，1998年4月，升任中共绵阳市委副书记、市人民政府市长。 
2004年2月，黄学玖升任中共绵阳市委书记，随即兼任同市人大常委会主任。2004年11月，黄氏在绵阳市游仙区境内驾驶汽车期间，撞死了一名18岁的女子，事发后，他找人代替自己的肇事责任，同年12月，他的肇事行为被揭发，随即被中共四川省委免去中共绵阳市委书记职务，2006年，他被四川省人民代表大会罢免全国人大代表资格。